# 塔利-伊漢塔拉戰役

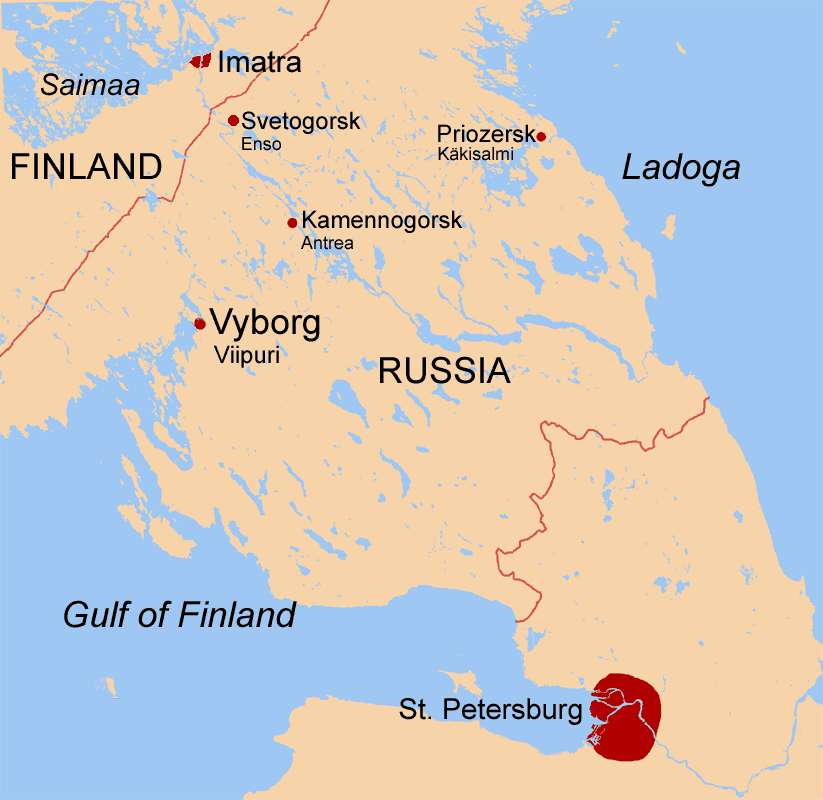
卡累利阿地峽地圖，可以看出沃克西河上游源自附近的城市伊馬特拉

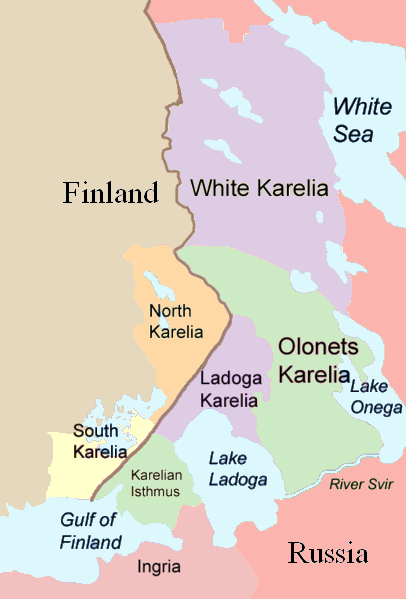
卡累利阿传统上的区域划分

塔利-伊漢塔拉戰役（1944年6月25日至7月9日）為繼續戰爭（1941年-1944年）的一部分，其發生於第二次世界大戰中。這場戰鬥由芬蘭（由納粹德國支援）以及蘇聯所進行。直到今日，這場戰鬥仍然是北歐歷史上最大的戰鬥。
戰鬥以芬蘭的勝利告終。在戰鬥之後，列寧格勒方面軍被命令自卡累利阿地峽轉進至波羅的海。

## 背景
在1941年，芬蘭收復了於冬季戰爭被佔領的失地後，戰線便穩定下來，形成塹壕戰，雙方在前線的活動並不多。當列寧格勒-大諾夫哥羅德攻勢於1944年1月展開後，蘇聯最高統帥部便著手準備第四次戰略攻勢，使芬蘭退出戰爭。
蘇聯紅軍於1944年6月9日於卡累利阿地峽展開攻勢（同盟國所發動的諾曼第登陸於同時發生），三支部隊用於攻擊芬蘭，三支部队中有多个经验丰富的近卫单位。
6月10日，蘇軍的攻擊很快地便突破了芬軍在貝魯斯托夫的防線而芬軍亦撤向第二道防線，其為VT線，位於萬梅爾蘇及泰帕萊之間。蘇軍的進攻獲得大量砲火、轟炸機及裝甲部隊的支援。
在芬蘭裝甲部隊反擊失敗後，VT線於6月14日在薩哈屈萊及庫泰爾塞爾凱間被突破，芬軍被推向VKT線（維堡-庫帕爾薩里-泰帕萊）。
藉由持續一個星期的撤退及阻滯攻擊，放棄VT線的行動被執行。當維堡經歷過短暫的戰鬥，在6月20日被蘇軍拿下時，蘇軍的行動被表揚。儘管蘇軍成功的粉碎芬軍2道防線並在10天內攻佔失土，他們仍不能殲滅芬軍，芬軍他們這時正全力防守著VKT線。
芬軍的總司令卡爾·古斯塔夫·埃米爾·曼納海姆在6月12日向德國請求支援，6月16日，庫爾梅戰鬥分隊抵達芬蘭。幾天後第303突擊砲營及“古瑞夫”的第122師亦抵達，接著德國的支援便僅限於武器方面，其中一種反坦克武器Panzerfaust發揮了重要的作用。
儘管在邊界仍然有戰鬥，蘇聯已決定在攻佔維堡前所要進行的工作。根據亞歷山大·華西列夫斯基和阿列克謝·安東諾夫將軍與史達林討論了有關對芬蘭軍事行動的問題，它們決定“在到達埃利森瓦拉 - 伊馬特拉 - 維羅約基一線，及在波羅的海艦隊支援下解放科伊武薩里和在維堡灣其他島嶼後，應在卡累利阿地峽建立堅固的防禦工事，及列寧格勒方面軍應集中在參加解放愛沙尼亞的戰役”。
德國外交部長約阿希姆·馮·里賓特洛甫於6月22日訪問芬蘭，要求芬蘭方面同意繼續與德國並肩作戰，並承諾芬蘭將會獲得德國武器的支援，里斯托·呂蒂在私下會談中答應了條件。
在里賓特洛甫拜訪赫爾辛基期間，芬蘭向蘇聯請求停戰（6月22日），蘇聯的回應在翌日被送到，該回應被芬蘭總理林可梅斯解讀為無條件投降，這並不確實，該回應於1944年7月2日被刊載於“真理報”。 
在6月21日，蘇聯最高統帥部命令列寧格勒方面軍自塔利突破VKT線，直達塞馬湖。

## 戰鬥部隊

### 芬蘭
地狹部隊指揮官總司令部 (卡爾·倫納爾特·厄施陸軍中將)
- 芬蘭第4軍 (塔韋蒂·拉蒂凱寧陸軍中將)
  - 第3旅 “藍色旅” (勞里·漢泰雷上校)
  - 芬蘭第3師（英语：Finnish 3rd Division (Continuation War)） (阿羅·帕亞里陸軍少將)
  - 芬蘭第4師 (皮耶塔里·奧蒂陸軍少將)
  - 芬蘭第18師 (帕沃·帕盧陸軍少將 6月26日被解職，由奧托·斯內爾曼上校代替)，
  - 從6月27日起 芬蘭第11師 (卡羅·黑斯卡寧陸軍少將)
  - 芬蘭第6師（英语：Finnish 6th Division (Continuation War)） (埃伊納爾·維赫馬陸軍少將)
- 芬蘭裝甲師（英语：Finnish Armoured Division） (魯本·拉古斯陸軍少將)
- 第3飛行聯隊 (芒努斯松中校) (33架Bf 109戰鬥機、18架F2A戰鬥機及1架佛克C.X偵察機)
- 第4飛行聯隊 (薩爾科中校) (33架布倫亨式轟炸機、12架Ju 88轟炸機、8架Do 17Z轟炸機)

### 德國
- 德國空軍單位克爾邁聯隊（英语：Detachment Kuhlmey） (庫爾特·克爾邁（英语：Kurt Kuhlmey）中校)在6月16日到達芬蘭。 (23-43架Fw 190 A-6/F-8戰鬥機及對地攻擊機、24-30架Ju 87D俯衝轟炸機及1-8架Bf 109G-8巡邏戰鬥機)
- 德軍第303突擊砲營 (漢斯-威廉·卡爾德內奧隊長)在6月22日到達芬蘭。 (22輛3號突擊炮G型、9輛StuH 42型突擊榴彈炮)

### 蘇聯
列寧格勒方面軍 (列昂尼德·戈沃羅夫元帥)
- 蘇聯第21軍團 (德米特里·古謝夫陸軍中將) (15個師)
  - 第30親衛軍
  - 第17軍
  - 第8軍
  - 第9軍

## 地形
塔利-伊漢塔拉戰役進行的範圍並不大（100km²），戰場位於維堡灣北邊至沃克西河，塔利和伊漢塔拉兩個村莊之間，距離維堡東北8–14公里。
蘇軍將作戰重點放在維堡東邊地區，從這裡由南向北攻向塔利及伊漢塔拉（佩特羅夫卡）。預定的進攻路線是整個卡累利阿地峽地區最適合裝甲部隊移動的路線，蘇軍準備攻至位於西面的塞马运河和位於東面的沃克西河。

## 塔利：6月25日-30日

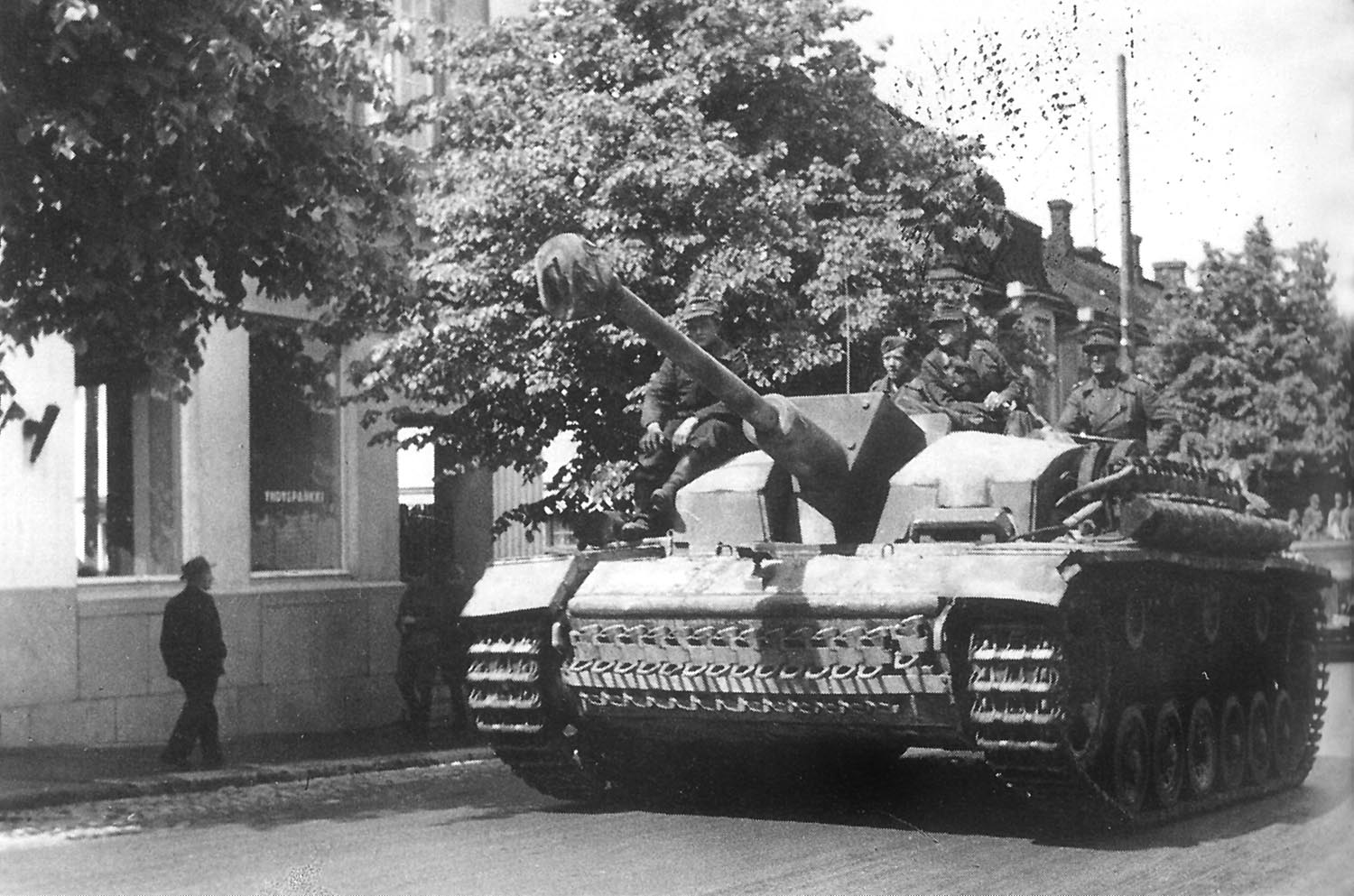
在拉彭蘭塔的第303突擊炮營

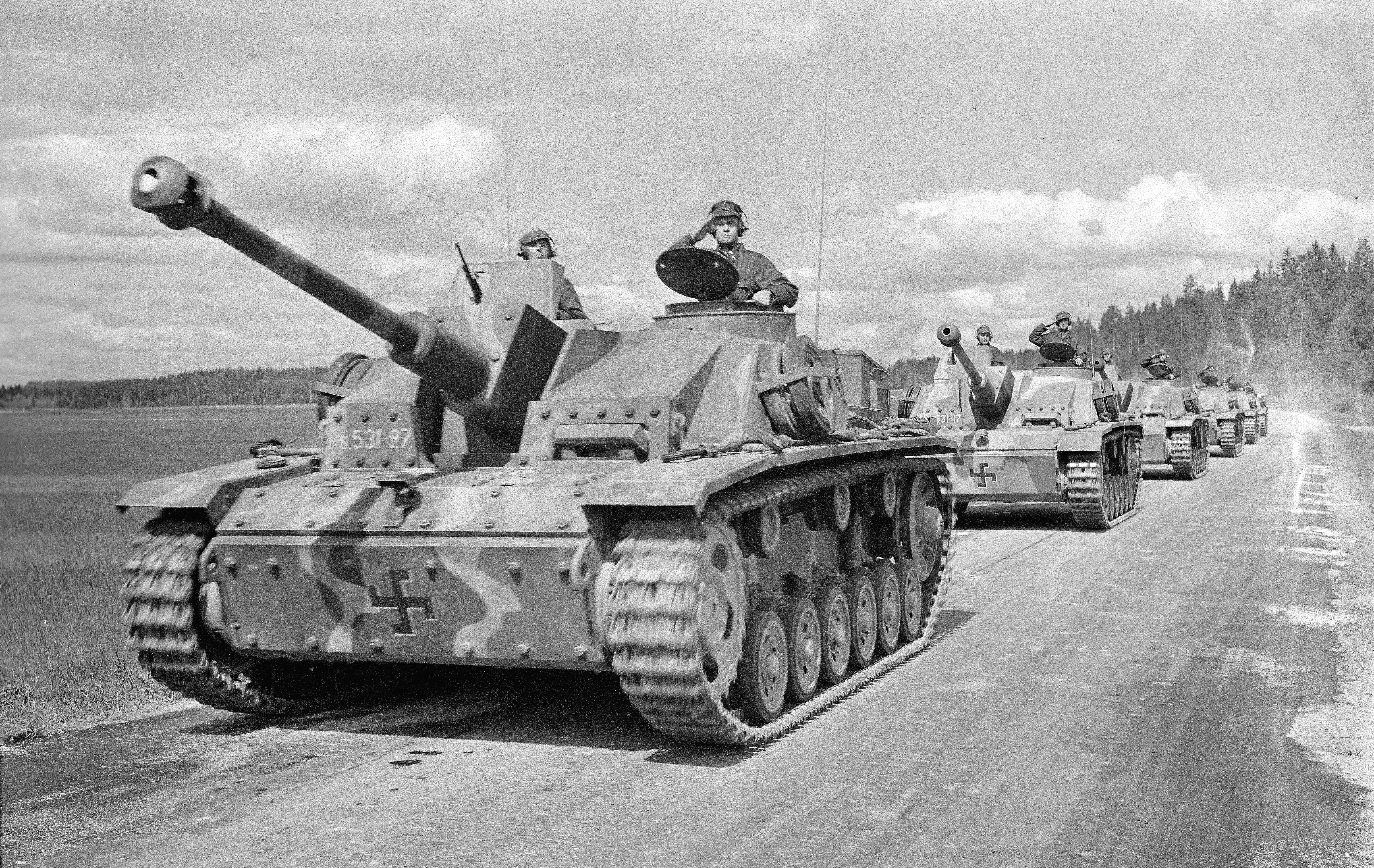
芬軍的3號突擊炮G型

6月20日，這場戰役正式展開。

### 6月20日-24日
第一天，芬蘭第18師（芬蘭第6、第48團、第28營），以及第3旅（4個營）及第13團麾下的第3營（由瑞典人組成）對蘇聯第97、第109軍團以及第152坦克營實施反擊。芬軍的反擊受到蘇軍裝甲部隊及空中攻擊所阻，然而芬軍藉由這次反擊穩定了防線，使蘇軍在芬軍增援抵達之前不能發動攻勢。

### 6月25日-26日
6月25日的戰事在早上6時30分由蘇軍發動長達一小時的砲擊展開，7時30分蘇軍的進攻正式開始。蘇軍企圖在6月28日以前攻至伊馬特拉-拉彭蘭塔-蘇爾派萊（Suurpäälä）一線。蘇聯第30親衛軍團加入戰局。蘇軍嘗試在萊蒂莫湖（Leitimojärvi）的兩面進行突破。他們沿著這座湖東面的前進了3公里後，為芬蘭第4師所阻。在西面，蘇軍第45師及第109軍團在Konkkalanvuoret山丘被擋下，這裡由芬蘭JR48團防守。然而，蘇軍第27坦克團攻到了Portinhoikka。蘇軍第178師對薩雷拉小徑發動攻擊，這裡由隸屬於芬蘭JR6團的第1營防守，芬軍阻止了蘇軍的進攻。同時，蘇軍第97軍團對芬蘭第3旅展開進攻，然而亦遭受挫折。芬軍在此時面臨被分割包圍的危險。如果此事成真，芬蘭第4軍將被殲滅而VKT線亦將失守。芬軍利用第18師的剩餘，一部分的第17師以及一些來自第4師的部隊組織了反擊。中午過後芬蘭的裝甲部隊加入戰局，並嘗試將蘇軍推回攻擊的發起點。蘇軍第27坦克團被打到剩6輛坦克，這些坦克皆為芬軍俘虜。

### 6月27日-30日
更多的芬軍和德軍第303突擊砲營加入戰局。各個芬軍番號不同的部隊被打散，造成了作戰的困難。因此芬軍將部隊重新組成兩個戰鬥群，比約克曼和普羅馬戰鬥群。蘇軍第108軍團亦增援蘇軍。在這個階段，蘇聯軍隊中包括至少1個裝甲旅、2個裝甲突破團和4個裝甲衝鋒槍團。芬軍企圖藉由攻擊4個蘇軍師以恢復戰前的邊界（第46親衛、第63親衛、第64親衛、第268師及第30親衛坦克旅），芬軍自Leitimojärvi湖東面突破，並從三個方向對蘇軍發動柴堆戰術（利用障礙物將部隊分割開來，再各個擊破的戰術）。這兩個戰鬥群，比約克曼和普羅馬，前進了不到1公里，由於蘇軍在Talinmylly周邊布下了完整的防禦，芬軍未能包圍蘇軍。芬軍的失敗也和蘇軍有大量坦克及砲火的支援，以及己方部隊溝通不良有關。普羅馬上校在戰爭後表示，他感到遺憾的一件事是未能在Talinmylly外圍作出完全包圍。這次攻擊給予芬軍72小時調動芬蘭第6及第11師到戰場，數場坦克戰在這時爆發。6月28日，作戰雙方都進行著高強度的空中行動。芬蘭的轟炸機以及德國的斯圖卡轟炸蘇聯的基礎設施。蘇軍第276轟炸師亦頻繁轟炸芬蘭的裝甲部隊。6月28日芬蘭指揮官厄施下令芬軍撤出瓦基拉-Ihantalajärvi-Kokkoselkä-Noskuanselkä一線（仍在VKT線內），然而蘇軍追上了芬軍。6月29日對芬軍來說，是整場戰役最黑暗的一天，及戰敗已為期不遠。在經過血腥的戰鬥後，芬軍守住了這條防線。
6月30日，芬軍自塔利撤離。最慘重的傷亡發生在7月1日至2日之間，芬軍每天損失800人。

## 伊漢塔拉：7月1日-9日
隨後芬蘭集中該國軍事史上最大量的火炮。這是基於芬蘭砲兵總司令維爾霍·彼得·內諾寧著名的火力較正方法，這使射擊容易糾正和快速改變瞄準目標。在該戰役關鍵的“伊漢塔拉”地區，芬蘭守軍設法集中火力以粉碎蘇軍的進攻矛頭。聰明的火力控系統能令多達21個炮兵連、共約250門火炮，在戰鬥中同時射擊同一目標，火力控制員並不需要知道個別火炮兵連的位置，以指導自己部隊的火力，這使得快速集中火力和轉換目標成為可能。這一集中被認為是當時的世界紀錄。
根據普拉東諾夫將軍的著作“列寧格勒保衛戰 1941年-1944年”（“列寧格勒戰役”）寫道：
“蘇軍一再進攻...以獲得成績的企圖失敗了。在這一地區的敵軍隊伍成功地大大加強及擊退所有的攻擊和反擊部隊...在從6月21日至7月中旬歷時三個星期的進攻行動中，列寧格勒方面軍的右翼部隊未能履行最高司令部在6月21日命令分配給他們的任務。”
這時候，芬蘭軍隊已在該地區集中其一半的火砲，與及軍隊中唯一的裝甲師，該師以3號突擊炮作為主要武器和德軍第303突擊砲營。守軍終於被分發以前存放在倉庫的德軍新反坦克武器。

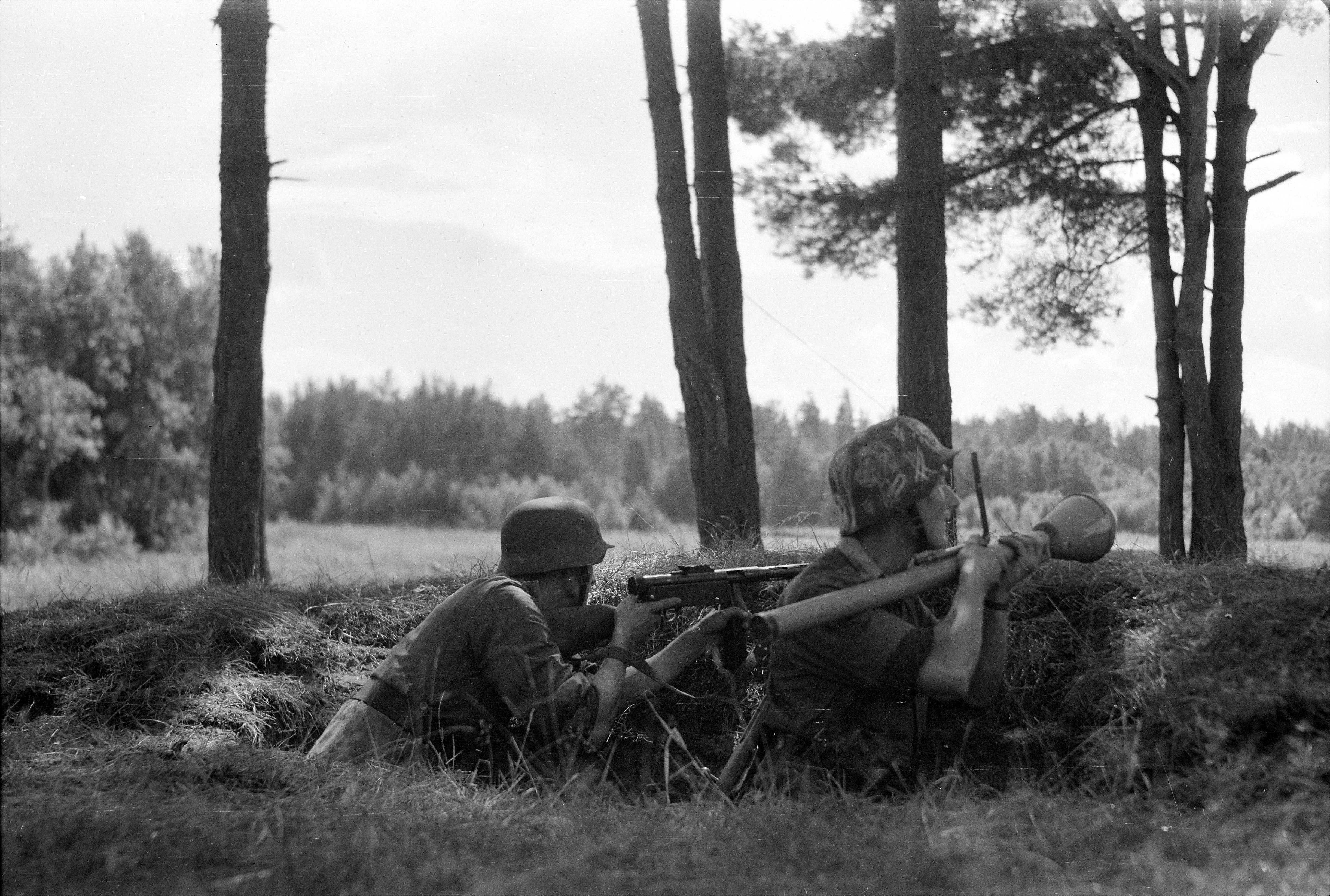
在散兵坑的芬蘭士兵。其中一名士兵正在使用鐵拳反坦克榴弹发射器

7月2日芬蘭人截獲無線電通訊，根據該情報，蘇軍第63師和第30裝甲旅將在7月3日凌晨4時發動攻擊。在第二天早晨，進攻預定展開時間前2分鐘，40架芬蘭和另外40架德軍轟炸機對蘇軍實施轟炸，以及250門火炮對蘇軍集結地域發射了4,000發炮彈。同一天早上6時，200架蘇聯飛機和步兵對芬蘭軍隊展開攻擊。到晚上7時芬蘭軍隊已經收復了防線。
7月6日，蘇軍取得了一些進展，儘管芬蘭第6師擁有18個炮兵營和一個重炮兵連以作防守。然而，蘇軍在翌日又恢復了攻勢，他們在下午1時及晚上7時的反擊並不成氣候。截至7月7日，蘇軍攻擊的重點已經轉移到沃格息地區和蘇聯現在開始把精銳部隊轉移到愛沙尼亞，以打擊德國人。從7月9日起，蘇軍就不再嘗試突破。然而，一些戰鬥仍在繼續。

## 損失
芬蘭人士估計，蘇聯軍隊在塔利-伊漢塔拉戰役損失了約 300輛坦克在大里，主要是由於空襲和近距離防衛武器。有120-280架蘇聯飛機被擊落。
芬蘭軍隊的報告說，有8,561人受傷、失踪和及或者陣亡。根據蘇聯第21軍團每天及10天總結的傷亡報告，蘇聯報告他們的損失約18,000至22,000人喪生或受傷。事實上關於人員傷亡上升是不確定，第21軍團有百分之二十五的部隊沒有參加該戰役。

## 影響
塔利-伊漢塔拉戰役，連同芬蘭在其它地區的勝利，使蘇聯統治階層認識到要征服芬蘭是件相當困難的工作，且得不償失。蘇聯紅軍對芬軍有著壓倒性的優勢，卻依然失敗。
塔利-伊漢塔拉戰役是在繼續戰爭中唯一最重要的戰役，因為它在很大程度上決定了整個戰爭的結果 - 或更確切地說，連續兩場戰爭的最後結果，包括1939至1940年的冬季戰爭 - 芬蘭和蘇聯之後和平談判，而當時第二次世界大戰仍在進行。
另一個使蘇軍失敗的原因為芬軍能夠攔截蘇軍的無線電通訊紀錄，並將該記錄用以警告前線部隊，使他們有時間來準備防禦工作。而薩爾帕防線也是造成雙方坐上談判桌的原因之一。
芬蘭軍於1944年的夏天在卡累利阿地峽發生的事情，導致了芬蘭和蘇聯最後的和平談判，以及使芬蘭繼續成為一個自治和獨立的國家。芬蘇雙方自1944年9月4日早上7點停火，雖然蘇軍在最初24小時內並不遵守。

## 相關行動
與此同時，蘇聯第59軍團從7月4日起越過維普里灣的島嶼展開攻擊，但對本土的進攻卻在7月10日被芬蘭第5軍中的德軍第122師擊退。
7月3日蘇軍在大里戰敗後，蘇聯第23軍團在7月4日嘗試於沃薩爾米穿越沃克西河，但未能擴大灘頭陣地，雖然事實上已經有3個師面對芬蘭第2師。蘇聯企圖繼續突破直到7月21日。
除了在塔利-伊漢塔拉取得了防守上的勝利外，戰線維持在基維西爾塔和蒂恩哈拉到北部的維普里灣，及在沃克西河上游的沃薩爾米。在維普里灣及拉多加湖東北進一步取得防守上的勝利，在伊洛曼齊戰役中芬蘭人能夠包圍蘇軍2個師。
7月12日，蘇軍接到命令停止前進及後撤。之後，芬蘭的情報人員發現火車頭拖著空卡車朝維普里以從芬蘭前線撤出部隊。他們需要向柏林實施強大的進攻。
7月12日蘇聯準備好與芬蘭討論和平條款。
6月22日，蘇聯軍隊已開始向波蘭東部和白俄羅斯展開寛正面的推進。